# La Fin du monde
Sfârșitul lumii (titlu original: La Fin du monde) este un film SF francez din 1931 regizat de Abel Gance. În rolurile principale joacă actorii Colette Darfeuil, Abel Gance, Jeanne Brindau.

## Distribuție
- Abel Gance ca  Jean Novalic
- Colette Darfeuil ca Genevieve de Murcie
- Sylvie Gance ca Isabelle Bolin (menționată ca Sylvie Grenade)
- Jeanne Brindeau ca Mme. Novalic
- Samson Fainsilber ca Schomburg
- Georges Colin ca Werster
- Jean d'Yd ca M. de Murcie
- Victor Francen ca Martial Novalic

## Vezi și
- Listă de filme apocaliptice